# Ward Leemans
Edward (Ward) Leemans (Hoboken (Antwerpen), 26 april 1926 – 2 augustus 1998) was een  Belgisch socioloog en politicus voor de CVP.

## Biografie
Leemans kwam uit een arbeidersgezin uit Hoboken. Hij studeerde politieke en sociale wetenschappen aan de toen nog tweetalige Katholieke Universiteit Leuven. Van 1953 tot 1957 werkte hij op de studiedienst van het ACV.
Halverwege de jaren vijftig werd hij onderzoeker aan de faculteit sociologie aan de Radboud Universiteit Nijmegen en was hier in 1965 oprichter van het ITS Nijmegen, het Instituut voor Toegepaste Sociale Wetenschappen. Hij lag aan de basis van de Nederlandstalige onderzoeksgroep in de sociologie aan de K.U. Leuven. Zo was hij in 1964 ook mede-oprichter van het HIVA, waarvan hij de directeur was. Als voorzitter van de Bisschoppelijke Commissie voor de Studie van de Universitaire Problemen speelde hij tevens een belangrijke rol in de splitsing van de Katholieke Universiteit Leuven. Van 1968 tot 1972 was hij commissaris-generaal van de KU Leuven.
Vanuit een sociaal-bewogen en christelijke inspiratie ging hij ook in de politiek bij de CVP. Voor deze partij zetelde hij van 1973 tot 1991 in de Senaat: van 1973 tot 1974 als rechtstreeks gekozen senator voor het arrondissement Leuven, van 1974 tot 1977 als provinciaal senator voor Brabant, van 1977 tot 1981 opnieuw als rechtstreeks gekozen senator en van 1981 tot 1991 als gecoöpteerd senator.
In de periode juli 1973-oktober 1980 zetelde hij als gevolg van het toen bestaande dubbelmandaat ook in de Cultuurraad voor de Nederlandse Cultuurgemeenschap, die op 7 december 1971 werd geïnstalleerd. Begin 1975 zat hij er korte tijd de CVP-fractie voor, waarna hij de CVP-fractieleider werd in de Senaat. Vanaf 21 oktober 1980 tot november 1981 was hij tevens korte tijd lid van de Vlaamse Raad, de opvolger van de Cultuurraad en de voorloper van het huidige Vlaams Parlement. Van 5 maart 1980 tot 8 november 1987 was hij senaatsvoorzitter. In 1983 werd Leemans benoemd tot minister van Staat.